# PKP řada Tr201

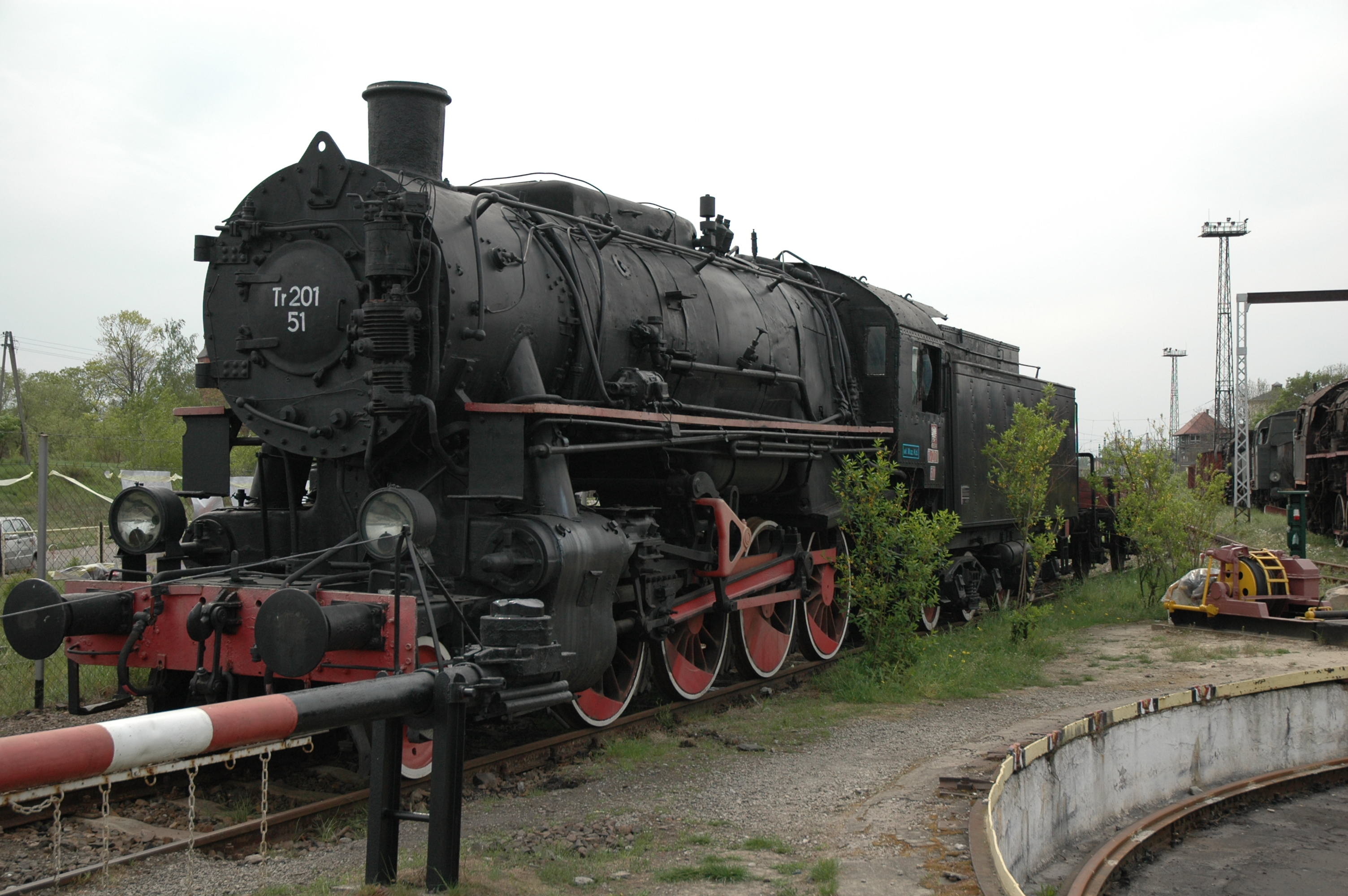
Lokomotiva Tr201

Tr201 je polská parní lokomotiva, vyráběná v letech 1942 až 1945 v továrně ALCO ve Filadelfii. Lokomotivy tohoto typu byly používány především k přepravě zboží při výrobě a zpracování uhlí. Bylo vyrobeno asi 75 kusů.